# 薇琪·葛雷洛

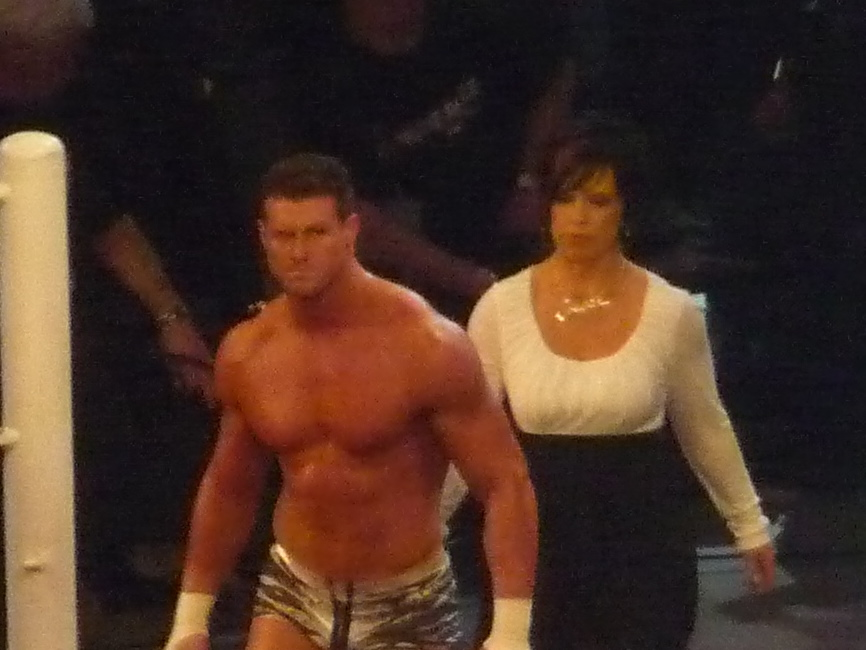
薇琪·葛雷洛與多夫·鍚格勒

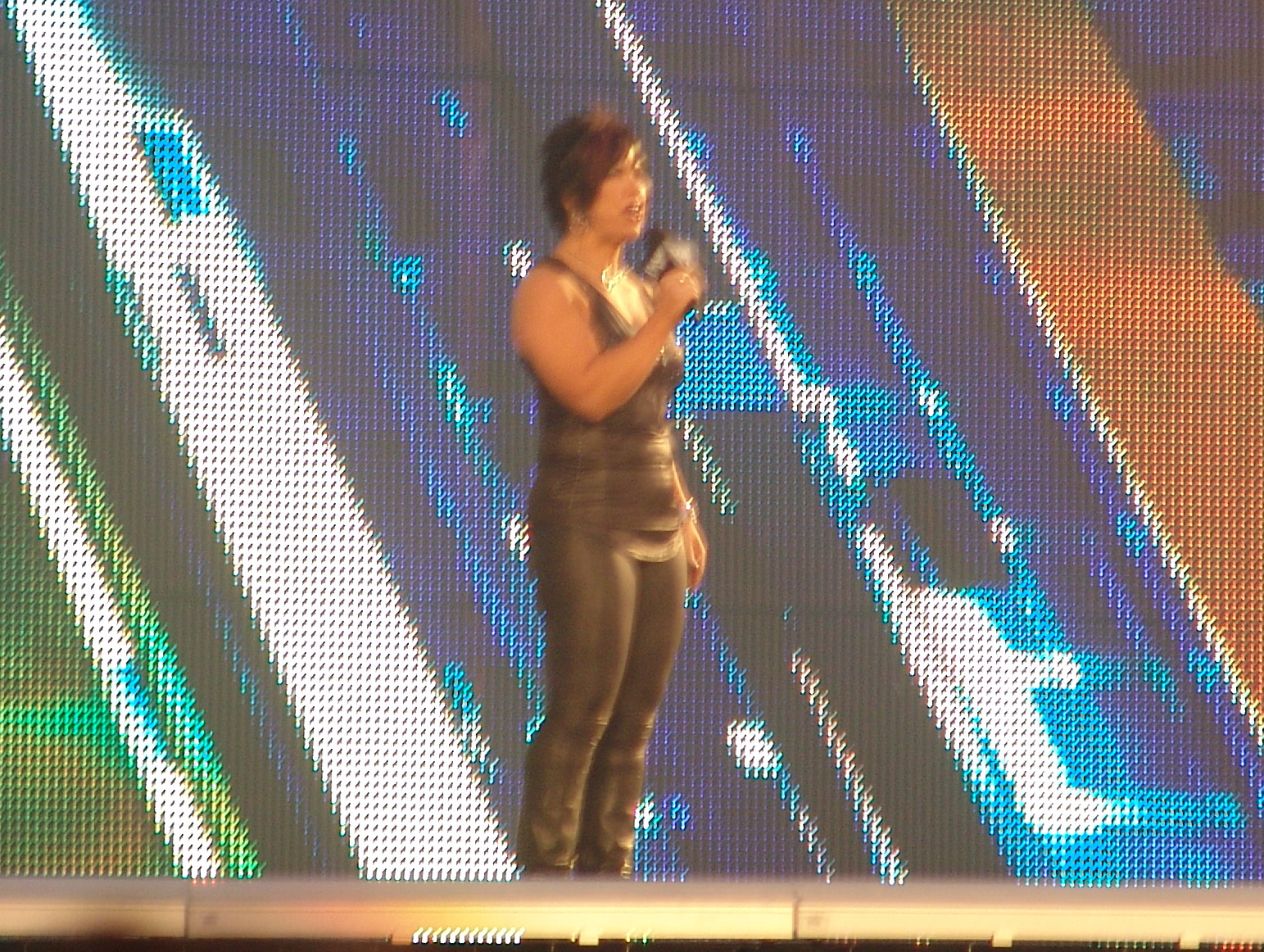
薇琪·葛雷洛

薇琪·葛雷洛（1968年4月16日—），全名薇琪·琳恩·葛雷洛（英語：Vickie Lynn Guerrero），曾是全精英摔角（AEW）和世界摔角娛樂（WWE）職業摔角選手經紀人，並在世界摔角娛樂節目WWE Raw及WWE SmackDown中亮相。薇琪·葛雷洛曾任WWE SmackDown以及Raw的總經理。因為年紀還有在WWE的Execuse Me GM角色已經達到一個巔峰，所以2014.06.23在演出最後一場RAW LIVE秀後，即從WWE退休。薇琪·葛雷洛也曾在全精英摔角（AEW）担任過教练。
在薇琪·葛雷洛的摔角事業中，薇琪曾擔任WWE Raw的總經理、WWE Raw的管理監察人、WWE SmackDown的總經理和WWE SmackDown的官方顧問。薇琪·葛雷洛曾與多位重量級職業摔角選手簽約，如：艾迪·葛雷洛、小查佛·葛雷洛、修·葛雷洛、Big Show、Edge、多夫·錫格勒、傑克·史威格、泰森·奇德、凱特琳等等。

## 個人生活
薇琪·葛雷洛的丈夫是已故的摔角手艾迪·葛雷洛，兩人於1990年4月24日結婚，並育有兩個女兒：修·葛雷洛（於1990年10月14日出生）和雪芮琳·安柏兒·葛雷洛（於1995年7月8日出生）。薇琪曾經與艾迪分開一陣子，因為艾迪·葛雷洛與另一個名為塔拉·馬奧尼的女人有私下往來，也有生下一個女兒，凱琳·瑪麗·葛雷洛（於2002年出生），而後，艾迪與塔拉在凱琳出生也分開了。薇琪與艾迪和解不久之後，他們繼續履行他們的結婚誓言。